# 大賀好修
大賀 好修（おおが よしのぶ、1971年4月8日 - ）は、兵庫県出身のギタリスト、作曲家、編曲家である。1996年に結成された春名俊希がフロントマンを務めるRumble Fish（1998年にSteel and Glassへ改名）のメンバーとして1998年まで活動していた。その後、nothin' but love（2000年～2002年）、OOM（2004年～2009年）での活動を経て、2012年よりインストゥルメンタルバンド「Sensation」のギターを担当。

## 提供作品

### 作曲・編曲
- 北原愛子「テ・ケロ テ・アモ〜夏の夏の恋〜」
- 倉木麻衣「You look at me〜one」
- 滴草由実「眠れぬ少女（笠原智緒、YOKO Black. Stoneとの共作）」「君の涙を無駄にしたくない（YOKO Black. Stoneとの共作）」

### 作曲
- 滴草由実「MOVE ON（笠原智緒、YOKO Black. Stoneとの共作）」「Tell me how you feel（笠原智緒、YOKO Black. Stoneとの共作）」

### 編曲
- 愛内里菜「SPARK」「Silver hide and seek」「PARTY TIME PARTY UP」
- 愛内里菜&三枝夕夏「destiny -rearrange version-」「願い事ひとつだけ -rearrange version-」
- 上原あずみ「Song for you〜Will〜」
- 大野愛果「Secret Garden」（大野愛果との共作）
- 岸本早未「JUMP!NG↑GO☆LET'S GO⇒」
- 北原愛子「Sun rise train」「AMORE 〜恋せよ! 乙女達よ!!〜」」「Paradise☆」
- 倉木麻衣「駆け抜ける稲妻」「Don't leave me alone」「LOVE SICK」「Cuz you'll know that you're right」「Cherish the day」
- 小松未歩「君の瞳には映らない」「Love gone」「とどまることのない愛」「さいごの砦」「愛してる…」「dance」「恋になれ...」「君のなせるワザ」「my darling」「不機嫌になる私」他多数

- ZARD「窓の外はモノクローム」「世界はきっと未来の中〜another style 21〜」（徳永暁人との共作）「hero」「愛しい人よ〜名もなき旅人よ〜」
- 三枝夕夏 IN db「Because I love you,good-bye street」
- the★tambourines「wonder boy」「アツイナミダ」「dive to the sky」
- Chicago Poodle「スーパースター」（Chicago Poodleと共同）
- 滴草由実「any more」（小野塚晃、Buddhaphonicとの共作）「Boy」
- 菅崎茜「beginning dream」「fly high」「ボーイフレンド」「君に会いたくて」「Ribbon in the sky」「Truth」
- スパークリング☆ポイント「毎日アドベンチャー」
- 高岡亜衣「Leaving」「jealosyの惑星」「I need you for my life」「アイスキャンディー」「愛はごきげん」「Never to Return」
- 竹井詩織里「Cherish you」
- B'z「Las Vegas」「有頂天」「UNITE」（寺地秀行との共作）「NO EXCUSE」「アマリニモ」「EPIC DAY」「Black Coffee」「Man Of The Match」
- Fayray「Over（Album Version）」「悲しい自由」
- WAG「All For Your Love」

## レコーディング参加
おもに、ギター、プログラミング、編曲、コーラスなど。
- 愛内里菜「恋はスリル、ショック、サスペンス」、「FULL JUMP」など多数
- 稲葉浩志「Peace Of Mind」、「Wonderland」
- 宇徳敬子 「Deep Story」「雨の日はポジティヴ」
- GARNET CROW「夏の幻」、「夢みたあとで」、「クリスタル・ゲージ」、「巡り来る春に」
- 上木彩矢「Crash」
- 北原愛子「その笑顔よ 永遠に」
- 倉木麻衣「風のららら」など
- 小松未歩「チャンス」　「氷の上に立つように」など多数
- 小泉ニロ「雨の日、ボーイフレンド」
- ZARD「かけがえのないもの」、「この涙 星になれ」、「世界はきっと未来の中」（～another style 21～）（『時間の翼』収録）など多数
- 三枝夕夏 IN db「白のファンタジー（原曲：JEWERLY）」
- Chicago Poodle『ピアノロマン』『僕旅』『GTBT』『桜色』
- Sweet velvet、「I JUST FEEL SO LOVE AGAIN 〜そばにいるだけで〜」、「lazy Drive」
- 高岡亜衣「Acoustic love」「Cry like a river」
- 竹井詩織里「静かなるメロディー」「つながり」「世界 止めて」「桜色」「きっともう恋にはならない」他多数
- the★tambourines「easy game」「hijack brandnew days」「真夜中気づいたfunny love」「アツイナミダ」「wonder boy」『6th story』『SWITCH』他多数

- 松本孝弘(TAK MATSUMOTO)「THE HIT PARADE」
- doa 「RIDE ON」

## ライブ参加アーティスト
- B'z
  - 稲葉浩志
  - 松本孝弘
- ZARD
  - 1999年8月31日に開催された、ZARDの船上ライブ『LIVE AT THE PACIFIC VENUS』のバンドメンバーとして参加。[3]以降、ZARDの全てのライブに参加し続け、バンドマスターも務めていた。
- 倉木麻衣
- GARNET CROW
- やしきたかじん
- 宇徳敬子
- 愛内里菜